# Lužani Novi
Lužani Novi (szerbül: Лужани Нови, egykor Semšibegovi Lužani), település Bosznia-Hercegovinában, Derventa községben, a Szerb Köztársaság északi régiójában. 

## Fekvése
A település Bosznia-Hercegovina északi részén, Dobojtól légvonalban 32, közúton 45 km-re északnyugatra, községközpontjától légvonalban 4, közúton 7 km-re észak-északkeletre, az Ukrina bal partján húzódó hordaléksíkságon, 98-100 méteres magasságban fekszik.

## Népessége
| Nemzetiségi csoport | Népesség 1991 | Népesség 2013 |
| ------------------- | ------------- | ------------- |
| Szerb               | 197           | 92            |
| Bosnyák             | 0             | 0             |
| Horvát              | 313           | 14            |
| Jugoszláv           | 26            | 1             |
| Egyéb               | 25            | 4             |
| Összesen            | 561           | 111           |

## Története
A vegyes lakosságú település, melynek eredeti neve Semšibegovi Lužani volt, 1878-ig tartozott az Oszmán Birodalomhoz. Ekkor a berlini kongresszus határozata alapján az Osztrák-Magyar Monarchia része lett. 1879-ben az első osztrák-magyar népszámlálás során a Derventi járáshoz tartozó településnek 38 háztartása, 117 római katolikus és 104 ortodox lakosa volt. 1910-ben a Derventai járáshoz tartozó településen 66 háztartást, 268 római katolikus, 183 ortodox és 12 görög katolikus lakost találtak. A monarchia szétesésével 1918-ban előbb a Szerb-Horvát-Szlovén Királyság, majd 1929-től a Jugoszláv Királyság része lett. 1921-ben a Derventai járáshoz tartozó településnek 445 lakosa volt, közülük 268 római katolikus, 165 ortodox és 12 görög katolikus volt. Az 1929-es törvény értelmében, amikor Bosznia-Hercegovinát négy banovinára, Drinskára, Vrbaskára, Zetskára és Primorskára osztották, a település a Vrbaska banovina (Orbászi bánság) része lett, amelynek székhelye Banja Luka volt. 1939-ben a közigazgatás átszervezésével a Hrvatska banovina (Horvát Bánság) része lett.
A második világháborúban Jugoszlávia megszállása után a Független Horvát Állam (NDH) része lett. A második világháború után 1992-ig a település a szocialista Jugoszlávia keretében a Bosznia-Hercegovinai Népköztársaság része volt. A boszniai háború idején 1992-ben a falu horvát lakosságát elűzték, templomukat lerombolták. A boszniai háborút lezáró daytoni békeszerződés rendelkezése alapján az ország területét felosztották a Bosznia-hercegovinai Föderáció és a boszniai Szerb Köztársaság között. A békeszerződés utáni területmegosztási megállapodás értelmében a település Derventa község részeként a Boszniai Szerb Köztársasághoz került. 

## Nevezetességei
A falu Páduai Szent Antalnak szentelt római katolikus temploma a koraćei pébánia filiája volt. A templomot (méretei 12x6 méter voltak) 1972-ben építették. Szerb csapatok rombolták le 1992 októberében és azóta sem építették újjá.